# セーフガード計画

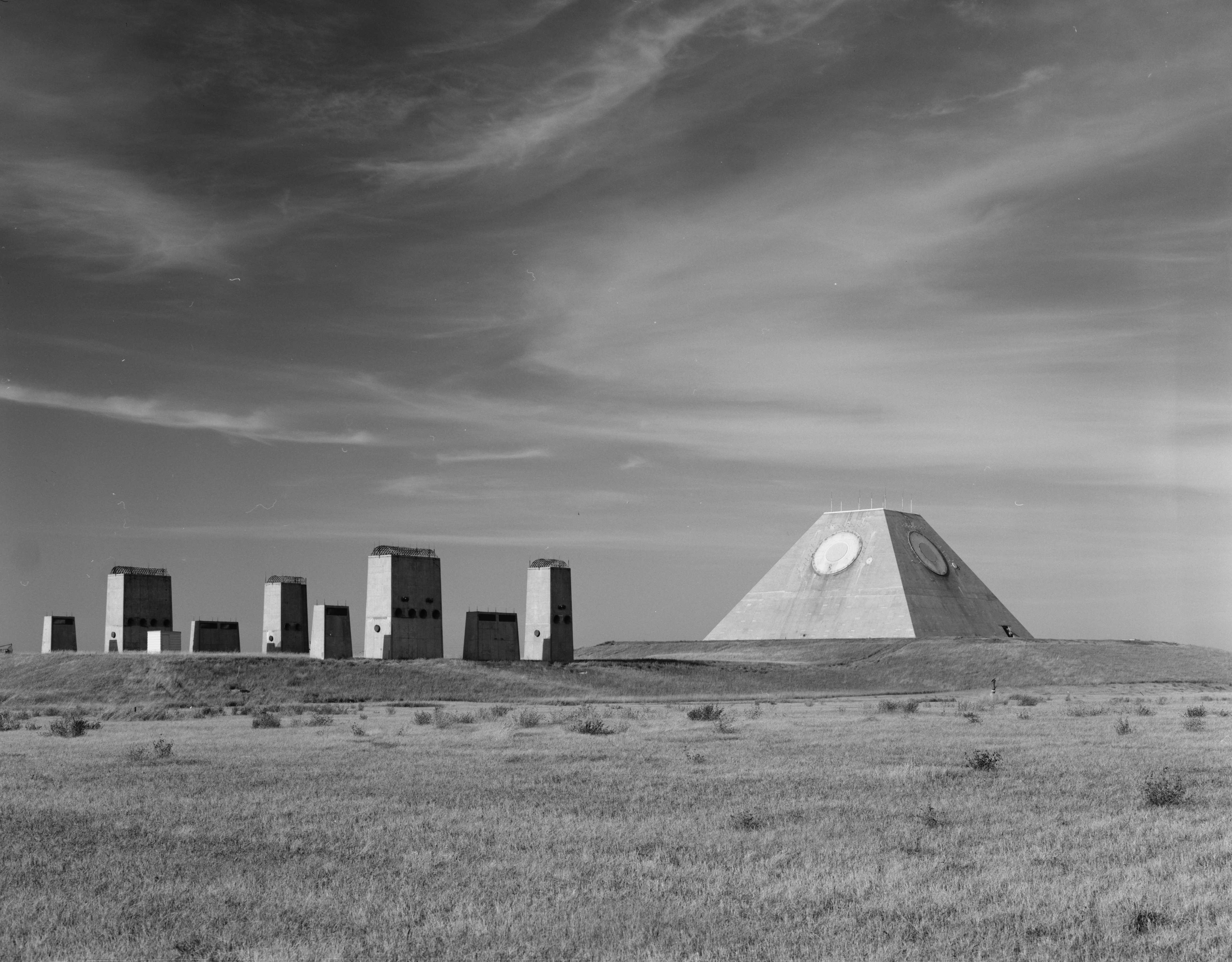
スタンリー・R・ミケルセン・セーフガード・コンプレックスミサイルサイト・レーダーは、セーフガード計画で唯一完成した複合施設の中でも特に目立つ存在。

セーフガード計画は冷戦下の1970年代初頭に短期間運用されたミサイル防衛システムの計画。

## 概要
ボストン、シカゴ、シアトル、ワシントン、ニューヨーク、ロサンゼルスなどおよそ15の主要都市周辺に配備する計画だったがニクソン政権下で配備からわずか18ヶ月後に中止されたセンチネル計画を引き継いだ計画で防衛範囲をミサイル基地周辺に限定した。仮想敵国からの弾道ミサイルの迎撃手順はセンチネル計画を踏襲しており、早期警戒レーダーで相手のミサイルを検知したら、核出力 5 MtのW71熱核弾頭を搭載するLIM-49 スパルタンミサイルで侵入する敵国の弾道ミサイルの弾頭を高度数百キロメートルの宇宙空間で迎撃して、さらに大気圏外でスパルタンミサイルが撃ちもらした目標を大気圏内において弾頭部分にW66放射線強化核弾頭を装備したスプリントミサイルで突入するミサイル弾頭の電子機器や核弾頭を中性子線により無力化するという当時の社会情勢に鑑みても極めて粗雑な計画だった。
相互確証破壊による抑止力を揺るがしかねないため、軍縮の機運を損ねるとして配備と並行して進められていた弾道弾迎撃ミサイル制限条約の発効により、当時建設中だった配備予定の基地の建設は中止され、既に運用されていた基地での運用も停止された。